# 紅戰士在異世界成了冒險者
《紅戰士在異世界成了冒險者》是中吉虎吉製作的特攝漫畫作品，於《月刊少年GANGAN》在2020年開始連載。为了纪念第二卷发售，製作了由稻田徹擔任旁白的PV。2024年8月9日宣佈動畫化，由SATELIGHT製作動畫。

## 故事簡介
身為戰隊英雄的淺垣燈悟，本以為與敵方首領打成兩敗俱傷會就此喪命，但沒想到居然轉生到異世界。為了在異世界拯救那些有需要幫助的人們，淺垣燈悟成為冒險者，並變身為羈絆紅戰士持續奮戰。

## 登場人物

### 主要人物
淺垣燈悟（聲：井藤智哉）
本作主角。18歲，生日是1月15日，激情似火，友情如炎的戰士，羈絆紅戰士。來到了異世界，不管幹什麼都全力以赴的青年。他的目標是結交一兆個朋友。他是一個勤奮的人，可以熱情地做任何事情，但他似乎就是無法掌握好音感，每次變身，背後都會發生巨大的爆炸，如果被捲入其中，普通人就會受到正常的傷害。他對羈絆非常講究，並為能夠與任何人結下羈絆而感到自豪。
雙親在交通意外中死去，但親戚間無人願意收養他，其後被雙親好友的進藤大悟收養，與其長子進藤清弘關係要好，宛如親兄弟。還有一位義妹進藤澄香，不過她無法理解義兄收集食玩的興趣。
當變身為黑色型態羈絆黑時，雖然可以獲得絕對壓倒性的力量，但同時也會失去理智，將一切破壞殆盡，除非有人能擊敗他，強制讓他變身解除，否則就會持續著失控。
絆創戰隊羈絆五人組的第五位戰士。
伊多拉·阿波羅（聲：稻垣好）
女主角。魔導士名門貴族阿波羅家的年輕家主。在為了家族的復興，尋找強大的冒險者時，與紅戰士相遇。她對來自異世界的燈悟很好奇，最初對他的力量做了許多研究。常常對燈悟的言行感到困惑，並逐漸被他吸引。後來她意識到自己對燈悟產生戀情。在太陽之森受傷的時候，燈悟在伊多拉左手無名指上綁了一條OK繃，從此她就很珍惜那條OK繃。
有著深紫色的長髮和紅色的眼睛。她戴著一頂傳統的女巫帽子，胸部豐滿，通常穿著極其暴露的服裝，擁有天才的魔法技術，憑藉著出色的洞察力和淵博的學識，能夠看穿敵人的攻擊，並做出適當的反應將其擊敗。
蒂露緹娜·莉茲·瓦古雷·阿瓦魯羅斯特（聲：田中美海）
阿瓦魯羅斯特帝國的第三位公主。雖然身為皇室成員，有著優雅的外表，但有時卻表現得像個少女。對燈悟和伊多拉的愛情故事很感興趣。
寄宿著魔力種子。擁有的特權魔法為「篡奪銀狼(ヴリコラカス)」，特權解放後能釋放出一隻巨大的銀狼，能將他人身上附著的魔力種子摘除，且不會傷害寄宿者。銀狼除了這能力外就沒別的作用，本身戰鬥力也不如其他冒險者。
故事中期曾因過度使用能力，一度讓種子暴走而險些魔獸化，卻憑著意志力強行抑制了暴走，甚至將之適應，沒成為失去理智的魔獸。
代價是外表變為半狼半人的姿態，但茲基巴吉博士的幫助下變回原樣。
羅吉·米斯特（聲：大野智敬）
蒂露緹娜的年輕僕人。曾經是被稱為「孤獨戰魔」的S級冒險者，現在是繼承千年前勇者聖劍的當代勇者。
天生沒有任何魔力，因此自小深受周圍人的排擠，不得已的成為孤身一人的冒險者，後被蒂露緹娜選上，成為聖劍的繼承者。因為被蒂露緹娜所接納，第一次感受到溫暖的他發誓要將一生獻給蒂露緹娜。對蒂露緹娜的忠心強烈到可怕的地步，對任何冒犯到她的人都會發出毫不掩飾的敵意。
其真實身分其實是紅戰士所打倒的絕緣團首領「絕緣王」在異世界的轉世，受到燈悟的能力影響而失去部分記憶。
拉妮亞（聲：白石晴香）
精靈之里太陽之森的下任族長，也是千年前勇者一行成員—阿蒙的第七任繼承人。是初代阿蒙的後裔。
其居住的森林沙漠化，並長期曝曬在太陽之下，自身膚色變淺黑。也失去作為力量之源的聖樹而失去精靈的長生特性，除耳朵外其他和一般人類無異。
使用一千年前從異世界帶來的變身道具「阿蒙帶扣」變身為「阿蒙」。平常個性膽小的她，在戰鬥時會給心靈戴上強硬的面具，為自己撐起氣勢。
與阿西爾是認識多年的青梅竹馬，兩人的關係非常要好。
茲基巴吉博士（聲：緒方賢一）
開發了亞人聯盟都城墜落文明的男人，千年前勇者一行人中唯一現在還在世的人。
他的真實身分是絕緣團的幹部烏拉基利斯。曾是畢達哥拉斯博士的同事，但後來為了自己的求知欲而加入絕緣團，成為人類的叛徒。被燈悟評價為絕緣團幹部之中唯一沒有同情餘地的人，全憑一己之私給人類帶來災禍。最終因為失去利用價值而被絕緣王所殺，轉生到一千年前的異世界，後在二階堂天理的建議下，選擇加入勇者一行人的行列，成為封印魔王的英雄之一。封印魔王後，他憑藉著自己的技術與發明，平息亞人各族的紛爭，將亞人聯盟從殘酷混亂的地獄改造成富裕強盛的樂園，從此被亞人們奉為救世主。
雖然他最初拒絕與燈悟等人合作，但在他體悟到了羈絆紅宇宙的缺陷，他還是表面上一副太不情願地樣子與他們聯手了，因為是打敗魔王的最好的方法。

#### 絆創戰隊羈絆五人組的成員
燈悟所在的原本世界中，為對抗宇宙秘密結社絕緣團而結成的戰隊
每次變身背後都會發生巨大的爆炸，如果普通人被捲入其中就會受到正常的傷害。名字來源於OK繃。
其口號是「共同締結的羈絆 開創嶄新的未來」
萬丈寺流（聲：松風雅也）
心如明鏡，清高信賴的戰士，羈絆藍戰士。
年齡24歲，是一家IT公司的年輕總裁，也是一家大型企業集團的繼承人。
認為在任何情況下，信用都是第一位的。
第一位擔任絆創戰隊羈絆五人組隊長的戰士。
飛星艾米莉（聲：菊地美香）
光耀永續，約定勝利的戰士，羈絆黃戰士。年齡26歲，混血兒，母親是美國人。
是一名高中教師，就職於燈悟與司就讀的學校。原不良少女。如果有人違背諾言會大發雷霆非常生氣。
絆創戰隊羈絆五人組的第二位戰士。
堅岡修二（聲：土田大）
堅若磐石，團結向上的戰士，羈絆綠戰士。年齡20歲，自稱是前美國陸軍特種部隊特工。
一個自我要求高非常嚴格的年輕人，一年四季都穿著迷彩服。事實上，他只是個軍事迷，在大學的野外求生社團擔任部長。
絆創戰隊羈絆五人組的第三位戰士。
愛澤司（聲：小宮有紗）
百花繚亂，多情戀愛的戰士，羈絆粉戰士。年齡16歲，出身於神社的一名女高中生，與燈悟同學校的學妹，也是他義妹澄香的同學。
每天都會用算命來查看自己的戀愛運勢，尋找命運中的白馬王子，也會時常經由網路搜索募集對象。
絆創戰隊羈絆五人組的第四位戰士。
她總是會用奇怪的暱稱來稱呼自己及羈絆五人組的夥伴們，例：紅前輩、藍總裁、黃老師、綠先生等等。
二階堂天理（聲：M·A·O）
絆創戰隊羈絆五人組的第六位戰士，羈絆銀戰士。是位巨乳身材的美女。
擁有預知未來的能力。因為預知自己成為羈絆戰士的未來而自己找上畢達哥拉斯博士，但也因為預知到「加入羈絆五人組就會死」的未來，一開始選擇單獨行動，後在燈悟的勸說下才正式加入。但最終她的預言還是應驗了，她為保護燈悟而死於絕緣王之手。她的死成為燈悟的心理陰影，讓燈悟愧疚到認為自己沒有獲得幸福的資格。
死後被傳送到了異世界，時間是燈悟造訪的1000年前。之後她成為初代勇者的夥伴，並在旅行中為1000年後造訪異世界的燈悟留下了一些指引。
初代勇者團隊封印魔王後去向不明。但她留下的訊息中有著「如果看到這個訊息的時候，自己已經不在了」的字句。
她並不存在於其他羈絆紅宇宙的世界中。
其原型可能是《炎神戰隊轟音者》銀色的女性追加戰士轟音銀，最後身亡的結局可能是致敬《獸電戰隊強龍者》的初代強龍銀。
畢達哥拉斯博士（聲：茶風林）
是絆創戰隊羈絆五人組的司令官。主要參與了羈絆變身道具和武器與合體機器人「極限羈絆凱撒」的開發。

### 其他相關人士
阿西爾·阿努瑪·庫克賈（聲：古川慎）
礦業城市庫庫賈的現任領主，拉妮亞的兒時好友。
兩年前，因為人類領民不滿精靈藉由魔法獲得比自己更好的報酬而掀起了武裝叛亂，作為當時領主的父親原本希望和平解決，卻死於情緒失控的暴民手下。繼任領主之位後認為兩族的嫌隙無法輕易撫平，於是決定實行高壓統治強行壓制所有不滿。在維丹的蠱惑下，為獲得阿蒙的力量而要求太陽之森歸順，使人類與精靈的關係惡化。

### 宇宙秘密結社絕緣團
在城市天空中飄浮的「シュレッドスカル」為據點，以怪人．絶縁魔引發事件收集人們的「羈絆能量」為目標的邪惡組織
絕緣王
絕緣團首領，以消去除自己以外的所有生命體為目標。於《絆創戰隊羈絆五人組》第50話中與羈絆紅戰士同歸於盡。
烏拉基利斯
茲基巴吉過去的身分，因失去利用價值而被絕緣王所殺，其經歷參考上述。
賽寇哈
幹部怪人之一，是位番長風格的武鬥派幹部，自稱是絕緣王的兒子，也發誓超越絕緣王並成為絕緣團實質統治者。
真身是絕緣王的複製人，其能力遜於絕緣王本尊，也沒任何實質親子關係。
與哈裘克相處不好時常吵架，但最後卻彼此相戀。
哈裘克
幹部怪人的紅一點，是位狡猾的策略家。
實為被絕緣團消滅宇宙海盜團的生還者，也虎視眈眈找到機會並暗中向絕緣王復仇。
雖以個人目的來拉攏賽寇哈也執行其復仇計畫，但長期相處下真心愛上賽寇哈。
里薩
幹部怪人之一，會以奇妙文字(以平假名與片假名混合)溝通的超能力少年。
實為某星球製造的實驗體，數次實驗後卻實驗失控而暴走毀滅自己的母星，被絕緣王看中有“利用價值”而撿回收養。
未交待其下落，紅戰士在異世界成了冒險者官方X公開他的下落，被絕緣王吸收而被消滅。
戰慄破壞者 絆奏殺手（聲：小林千晃）
燈悟的義兄弟兼好友，也是大悟的兒子「進藤清弘」被烏拉基利斯開發的絕緣帶（腰帶）絕緣魔洗腦後的姿態。
通過將清弘內心深處對燈悟的怨恨和疏遠感放大，對燈悟說出一些無心的怨恨和辛酸話語。
最後終於回復成原來的樣子，雖成功地和燈悟和好。但這件事對於重視羈絆的燈悟造成心靈創傷，也因此燈悟一度不願意和烏拉基利斯（茲基巴吉博士）合作的理由。
名字為「絆創戰隊」與「伴奏」之意組合而成，後綴的“殺手”則對應部分超級戰隊作品中登場的邪惡戰隊戰士。

#### 絕緣魔
絕緣團主要戰力，每個絕緣魔整體設計會加上剪刀的構想
ネット絕緣魔 ツナガLAN
透過切斷網路聯繫製造人們之間的誤會和矛盾，藉此搜集羈絆能量，能力是從手掌放出的環狀光線切斷人們在網路上的聯繫《例如使影片關注者歸零、LINE訊息變成已讀等》。
名字為「網路斷線/斷絕聯繫（繋がらない）」和「LAN」組成，命名方式源自《天裝戰隊護星者》中機械禦鏖帝國マトリンティス的マトロイド。
キョゼツンドラ
於《絆創戰隊羈絆五人組》第19話登場，人類型態是個美女，能力是能製造大型冰塊攻擊，也能張開冰之護盾。
名字為「拒絕」和「傲嬌」組成，外觀、姿勢、人類型態與配音源自《獸電戰隊強龍者》的喜之戰騎嘉黎拉。
NO破壞絕緣魔 ネットリハンゾウ
擅長使用忍法的忍者怪人，能以變化之術自由變換成他人的樣貌，透過捏造見異思遷的情景破壞鴛鴦夫婦之間的感情來搜集羈絆能量。
但捏造燈悟的繼父（進藤大悟）的出軌現場卻很快就被燈悟當場識破。
名字為「腦海破壞」、「NTR」及「服部半藏」組成。

### 魔王族
1000年前被勇者及其夥伴們打倒的魔王及其孩子們。共5人。
為了解開魔王的封印，向各地撒下魔力的種子，引起了事件。
阿布達比（聲：吉野裕行）
魔王的血親之一，自稱為「永遠微笑的阿布達比」，三子。用一把風箱形刀刃的鐮刀進行戰鬥，實力在魔王族中僅次於多馬多。
維丹（聲：鈴村健一）
魔王的血親之一，自稱為「極愛的維丹」，次子。
有嚴重的戀母情結，希望在魔王復活後與其結婚。
布達拉
魔王的血親之一，自稱為「遊戲的布達拉」，四女。
興趣是製造與收集人類標本。
能力為「模仿遊戲」，能夠複製單眼看到過的對手的能力，不論是技能、技術，還是武器裝備，都能輕易再現。千年來用眼睛複製過各種劍士、魔導師，甚至異世界來的戰士，學會了各種力量，其中尤以複製至天理而來的預知能力最為強大。但因長期都待在幕後，親自上前線的機會非常少，雖擁有大量戰鬥手段，但實際戰鬥能力較低。
多馬多
魔王的血親之一。現時唯一沒稱號的成員，長子。
能吸收由人類與亞人負面情緒所產生的負面魔力變強，是魔王族中的最強者，燈悟僅看了一眼就發覺他的實力遠在絕緣王之上。
夏烏哈・沙姆哈札爾（聲：白石涼子）
被皇室當作「皇室職員」使用的女法師。其理念是透過資格體系對魔法技術進行徹底的管理與規範。為了防止人們濫用法器，引入了法器資格製度。
真身是魔王血親之一，自稱「凄美的夏烏哈」，在第31話通過竊聽茲基巴吉博士與燈悟等人的對話而知曉魔王的真實，於是正式出手揭露了自己的身分。

## 出版書籍

### 漫畫
| 卷數 | Square Enix    | Square Enix            | 東立出版社     | 東立出版社             |
| 卷數 | 發售日期       | ISBN                   | 發售日期       | ISBN                   |
| ---- | -------------- | ---------------------- | -------------- | ---------------------- |
| 1    | 2021年4月12日  | ISBN 978-4-757-57195-2 | 2022年6月16日  | ISBN 978-9-572-68644-7 |
| 2    | 2021年9月10日  | ISBN 978-4-757-57466-3 | 2023年12月14日 | ISBN 978-6-263-47237-2 |
| 3    | 2022年4月12日  | ISBN 978-4-757-57876-0 |                |                        |
| 4    | 2022年10月12日 | ISBN 978-4-757-58199-9 |                |                        |
| 5    | 2023年5月11日  | ISBN 978-4-757-58567-6 |                |                        |
| 6    | 2023年11月10日 | ISBN 978-4-757-58897-4 |                |                        |
| 7    | 2024年8月9日   | ISBN 978-4-757-59348-0 |                |                        |
| 8    | 2024年12月12日 | ISBN 978-4-7575-9564-4 |                |                        |
| 9    | 2025年3月12日  | ISBN 978-4-7575-9734-1 |                |                        |

## 電視動畫
改編電視動畫於2025年1月至3月播出。

### 製作人員
- 原作：中吉虎吉
- 導演：川口敬一郎
- 系列構成：富岡淳廣
- 角色設計、總作畫監督：丸山修二
- 总作画监督：大西秀明、伊藤亞矢子
- 動作動畫師：杉江敏治、谷口明弘、岩田幸大
- 特效作畫監督：橋本敬史
- 道具、機械、戰鬥服設計：谷口欣孝
- 怪人設計：涉谷亮介
- 怪物設计：稻田航
- 变身動作監修：小川辉晃
- 變身動作導演：铃村展弘
- 美術設定、美術監督：
- 色彩設計：大野春惠、長澤諒司
- 3DCG导演：後藤浩幸
- 攝影監督：內田奈津美
- 編輯：松本秀治
- 音響監督：川口敬一郎
- 音響製作：東北新社
- 音樂：龜山耕一郎
- 音樂製作：日本古倫美亞
- 動畫製片人：畑秀明
- 動畫製作：SATELIGHT[17]
- 製作：異世界紅戰士製作委員會

### 主題曲
片頭曲Cuz I 
演唱：牧島輝，作詞：藤林聖子，作曲：吉田司、Tsubasa，編曲：Tsubasa。
片尾曲Explosive Heart
演唱：内田彩，作詞、作曲、編曲：永塚健登。
插入曲
「絆創戰隊羈絆五人組」的主題曲

演唱：隆成，作詞：藤林聖子，作曲、編曲：龜山耕一郎。

演唱：串田晃，作詞：桑原永江，作曲、編曲：龜山耕一郎。

### 各話列表
| 話數   | 標題                 | 劇本       | 分鏡                | 演出              | 作畫監督 | 總作畫監督                            | 首播日期       |
| ------ | -------------------- | ---------- | ------------------- | ----------------- | --- | ------------------------------------- | -------------- |
| 第01話 | 紅戰士與魔法師       | 富岡淳廣   | 川口敬一郎          | 川口敬一郎        | 大西秀明 伊藤亞矢子 李少雷 古矢好二 | 大西秀明 丸山修二                     | 2025年 1月12日 |
| 第02話 | 紅戰士與冒險者們     | 森地夏美   | 中野英明            | 中野英明          | 李小雷 原誠 溝渊美穗 金到暎 松本惠子 大野勉 田中克憲 彌田雅哉 李雄宰 徐學文 Lit Edu Paz Gómez de la Muñoza | 丸山修二 伊藤亞矢子 大西秀明 長坂寬治 | 1月19日        |
| 第03話 | 紅戰士與勇者與公主   | 富岡淳廣   | 齋藤德明            | 佐藤英一          | 李官雨 金慶鎬 金炅垠 李美京 李少雷 陳力浩 | 伊藤亞矢子                            | 1月26日        |
| 第04話 | 紅戰士和牽絆之劍     | 森地夏美   | 齋藤德明            | 康村諒 佐藤英一   | 李少雷 大野勉 陳力浩 近藤明也圭 STUDIO MASSKET | 伊藤亞矢子                            | 2月2日         |
| 第05話 | 紅戰士與魔王的血族   | 富岡淳廣   | 齋藤德明            | STUDIO MASSKET    | STUDIO MASSKET | 大西秀明                              | 2月9日         |
| 第06話 | 紅戰士與魔導師的夢想 | 森地夏美   | 川口敬一郎 佐藤英一 | 佐藤英一          | 椎名優鬥 朝倉亮 須藤歡大 鈴木八雲 松田翔吾 | 大西秀明 伊藤亞矢子 丸山修二          | 2月16日        |
| 第07話 | 紅戰士與太陽之森     | 川口敬一郎 | 瀨藤健嗣            | 蔡寅愷            | 李少雷 | 伊藤亞矢子 長坂寬治                   | 2月23日        |
| 第08話 | 紅戰士與絆创殺手     | 井上敏樹   | 川口敬一郎          | 則座誠            | 李少雷 小野步美 北川知子 | 丸山修二 大西秀明 伊藤亞矢子          | 3月2日         |
| 第09話 | 紅戰士與心之假面     | 富岡淳廣   | 金澤洪充            | 神崎雄二 栗山美秀 | 李少雷 飯飼一幸 Song Seung-teak Lee Byung-seok Cho Hye-jung Ha Seung-hee BEEP | 長坂寬治 丸山修二 伊藤亞矢子          | 3月9日         |
| 第10話 | 紅戰士與痛苦假面     | 森地夏美   | 康村諒              | 則座誠            | 陳力浩 森泉亞矢子 龜田朋幸 原誠 龍澤茉夕 北川知子 清水博幸 宮曉秀 徐學文 Paz Gómez de la Muñoza Kim Min-sun Kim Min-jeong Kwon Hee-jae Studio Bus                                                                          | 大西秀明 伊藤亞矢子 長坂寬治          | 3月16日        |
| 第11話 | 紅戰士與新的力量     | 森地夏美   | 森健                | 神崎雄二          | 李少雷 原誠 溝淵美穗 安藤義信 徐学文 Yoon Jeong-hyae Song Seung-taek STUDIO MASSKET | 丸山修二 伊藤亞矢子 大西秀明          | 3月23日        |
| 第12話 | 羈絆黑               | 富岡淳廣   | 川口敬一郎          | 則座誠            | 李少雷 原誠 陳力浩 關口雅浩 平野友己 早川直美 小林雅 金到暎 工藤陽輔 赤松香穗 李慶 劉軍 森泉亞矢子 龍澤茉夕 北川知子 菊地保乃香 徐學文 段譽 江欣寧 鳳間豚 金炅垠 金慶鎬 顧斌 章雄 陳越 姜軍 顧彬 陳家興 李紹川 曾山 REGRIM | 丸山修二 大西秀明 伊藤亞矢子 柳瀨讓二 | 3月30日        |

### 播映平台
| 播放日期              | 播放時間（UTC+9）              | 播放電視台 | 播放地區       | 備註   |
| --------------------- | ------------------------------ | ---------- | -------------- | ------ |
| 2025年1月12日—3月30日 | 星期日23:30–星期一00:00        | AT-X       | 日本全域       | CS放送 |
| 2025年1月13日—3月31日 | 星期一00:30–1:00（星期日深夜） | TOKYO MX   | 東京都         |        |
|                       | 星期一1:00–1:30（星期日深夜）  | SUN電視台  | 兵庫縣、大阪府 |        |
|                       | 星期一1:05–1:35（星期日深夜）  | BS11       | 日本全域       | BS放送 |
|                       | 星期一1:50–2:20（星期日深夜）  | 愛知電視台 | 愛知縣         |        |
| 2025年1月14日—4月1日  | 星期二00:30–1:00（星期一深夜） | KBS京都    | 京都府         |        |

| 播映地區            | 播映平台            | 播映日期              | 播映時間              | 備註   |
| ------------------- | ------------------- | --------------------- | --------------------- | ------ |
| 中國大陸            | 哔哩哔哩            | 2025年1月12日—        | 星期日 22:30（UTC+8） | [ 20 ] |
| Crunchyroll服務地區 | Crunchyroll服務地區 | 2025年1月13日—3月31日 | 星期一 0:00（UTC+8）  | [ 21 ] |

### BD / DVD
| 卷數  | 發售日期      | 收錄話數     | 規格編號   | 規格編號   |
| 卷數  | 發售日期      | 收錄話數     | BD         | DVD        |
| ----- | ------------- | ------------ | ---------- | ---------- |
| 第1卷 | 2025年4月25日 | 第1話—第4話  | ZMXZ-18081 | ZMBZ-18091 |
| 第2卷 | 2025年5月28日 | 第5話—第8話  | ZMXZ-18082 | ZMBZ-18092 |
| 第3卷 | 2025年6月25日 | 第9話—第12話 | ZMXZ-18083 | ZMBZ-18093 |

## 参看
超级战队系列

## 外部連結
- 動畫官方網站（日語）
- 月刊少年GANGAN （页面存档备份，存于） （日語）